# Sanjo (keizer)
Keizer Sanjō (三条天皇, Sanjō-tennō, 5 februari 976 – 5 juni 1017) was de 67e keizer van Japan volgens de traditionele opvolgingsvolgorde. Hij regeerde van de 23e dag van de 6e maand van Kankō 8 (1011) tot de 29e dag van de 1e maand van Chōwa 5 (1016).

## Genealogie
Sanjō’s persoonlijke naam (Imina) was Iyasada-shinnō. Hij stond daarnaast ook bekend als Sukesada-shinnō, en als Okisada-shinnō (居貞親王).
Iyasada was de tweede zoon van keizer Reizei. Hij was de halfbroer van keizer Kazan. Ieyasada's moeder was Fujiwara no Chōshi (藤原超子); de dochter van de sesshō, Fujiwara no Kaneie. Chōshi was posthumously elevated to the rank of empress mother (Zō-Kōtaigō, 贈皇太后).
Sanjō had vijf keizerinnen en hofdames, met wie hij zeven kinderen kreeg. Een van hen, prins Atsuakira (敦明親王), werd benoemd tot kroonprins voor keizer Go-Ichijō, maar belandde niet op de troon.
Sanjō was tevens de voorvader van de Sanjō Genji-tak van de Minamotoclan.

## Leven
Sanjō’s moeder stierf toen hij zeven jaar oud was, waarna zijn grootvader, Fujiwara no Kaneie, hem verder opvoedde in zijn landhuis. Op zijn elfde werd Sanjo benoemd tot kroonprins voor keizer Ichijo. Deze keuze volgde de traditie dat uit twee families om beurten een keizer werd gekozen.
In 1011 trad Ichijo af, en werd Sanjo op 36-jarige leeftijd keizer. Datzelfde jaar benoemde hij Atsunari tot zijn kroonprins.
Sanjo’s grootvader Kaneie stierf kort na Sanjo’s troonsbestijging. Zijn drie zonen, Sanjo’s ooms, maakten hun dochters tot hofdames van Sanjo om zo hun macht aan het hof te versterken. Fujiwara no Michinaga werd Sanjo’s regent (Kampaku).
Sanjo regeerde tot 1016. Toen trad hij af en werd een Boeddhistisch priester. Hij stierf al in 1017 op 41-jarige leeftijd.
* Regent Jingu staat niet op de traditionele lijst.